# Pternozyga haeretica
Pternozyga haeretica es una especie de polilla de la  familia Tortricidae. Se encuentra en la India, donde se ha registrado en las colinas de Palni y las montañas Nilgiri.